# جسر غلطة
جسر غلطة هو جسر يصل بين الضفّة الشمالية والضفّة الجنوبية في خليج القرن الذهبي في إسطنبول. 
ولقد تم إنشاء هذا الجسر لأول مرة، والذي كان يسمى «جسري جديد» أي الجسر الجديد، في عام 1845 من قبل أم السلطان عبد المجيد الثاني، من الخشب ونتيجة لتلف الجسر بعد مدة قصيرة قام أمير البحرية حسن أحمد باشا في عام 1863 بإعادة إنشاء الجسر من جديد، ونتيجة لازدياد المارة على الجسر في أواخر القرن التاسع عشر ومن أجل ضبط الفوضى فيه تم بناء مخفر شرطة على طرف الجسر الواقع في منطقة غلطة. 
وبعد 37 سنة من الاستخدام تم استبدال الجسر بآخر ثقيل ومتين، وفي عام 1914 تم إمرار قطار كهربائي على الجسر يعمل بين حي «امين اونو» وحي «قرة كوي».
وخلال عام 1987 بدأ إنشاء جسر جديد بجانب هذا الجسر التاريخي، ولكن قبل إتمامه وفي شهر أيار/ مايو من عام 1992 نشب حريق مجهول السبب في الجسر القديم، مما عرضه لخسائر كبيرة، ونتيجة لذلك أسرعوا في إتمام الجسر الجديد ووضعه في الخدمة في شهر حزيران من نفس العام (1992).
أما قطع الجسر القديم المؤلف من أحد عشر قطعة المتواجدة في جهة «قرة كوي» تركت مكانها ونقلت الأجزاء غير المحترقة منه ووضعت على البر عند طرف جسر «أتاتورك»، الواقع في طرف حي «اون كابي»، على العلم بأنه كان يتم التشديد في حماية جسر «غلطة» قديما من الحرائق إذ كان يمنع المارة من التدخين فوقه نهارا أما ليلا فكان يمنع المرور فيه. 